# Вель, Гастон
Гастон Вель (фр. Gaston Velle, 1872—1948) — французский режиссёр, сценарист, актёр.

## Биография
До того, как заняться кинематографом, работал цирковым иллюзионистом.
Долгое время работал на киностудии «Пате», специализируясь на съёмках трюковых лент.
В 1905 году фирма «Чинес», основанная в Риме Альберини и Сантони, пригласила на службу Гастона Веля и несколько технических работников из студий Пате для выпуска больших постановочных фильмов: «Золотая лихорадка» (1906), «Влюбленный Пьеро» (1906), «Судебная драма в Венеции» (1907), «Фавн» (1907), «Отелло»(1907), «Тайна часовщика» (1907). В сентябре 1907 года Гастон Вель вернулся в Венсенн, чтобы снова занять место руководителя феерий на студиях Пате.

## Фильмография
- 1903 — Превращения пикового короля
- 1904 — Часовой-призрак
- 1904 — Драма в воздухе / Un drame dans les airs
- 1904 — Волшебная Шапочка / Le Chapeau magique
- 1905 — Трагедия в море / Un drame en mer
- 1905 — Прекрасная альбом / L’аlbum merveilleux
- 1905 — Фея цветов / La Fée aux fleurs
- 1905 — Невидимые / Les Invisibles
- 1905 — Мечта о луне / Rêve à la lune
- 1905 — Вальс на потолке / La valse au plafond
- 1906 — Курица, несущая золотые яйца
- 1906 — Влюбленный Пьеро
- 1906 — Отелло / Otello
- 1906 — Путешествие вокруг звезды / Voyage autour d’une étoile
- 1906 — Шкатулка Раджи / L’есrin du rajah
- 1906 — Живые цветы / Les Fleurs animées
- 1907 — Малыш Жюля Верна / Petit Jules Verne
- 1910 — Исида / Isis
- 1910 — Калиостро / Cagliostro, aventurier, chimiste et magicien
- 1910 — Во времена фараонов
- 1910 — Продавец картинок
- 1911 — Фафаларифла